# Crescentia linearifolia
Crescentia linearifolia é uma árvore da família Bignoniaceae nativa do Caribe.